# Betula purpusii
Betula purpusii là một loài thực vật có hoa trong họ Betulaceae. Loài này được C.K.Schneid. mô tả khoa học đầu tiên năm 1904.